# 스타디움

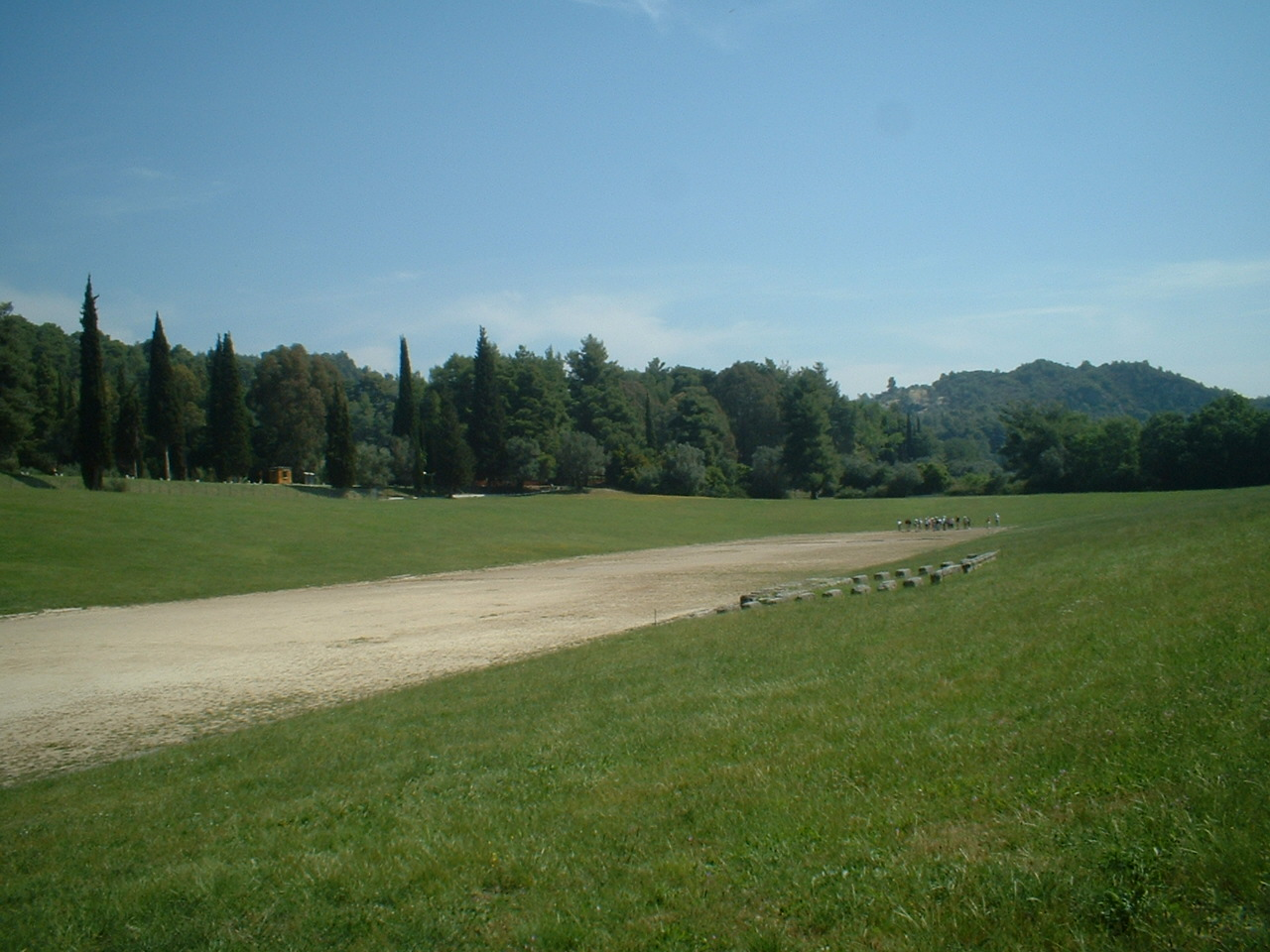
고대 올림피아의 스타디움 유적

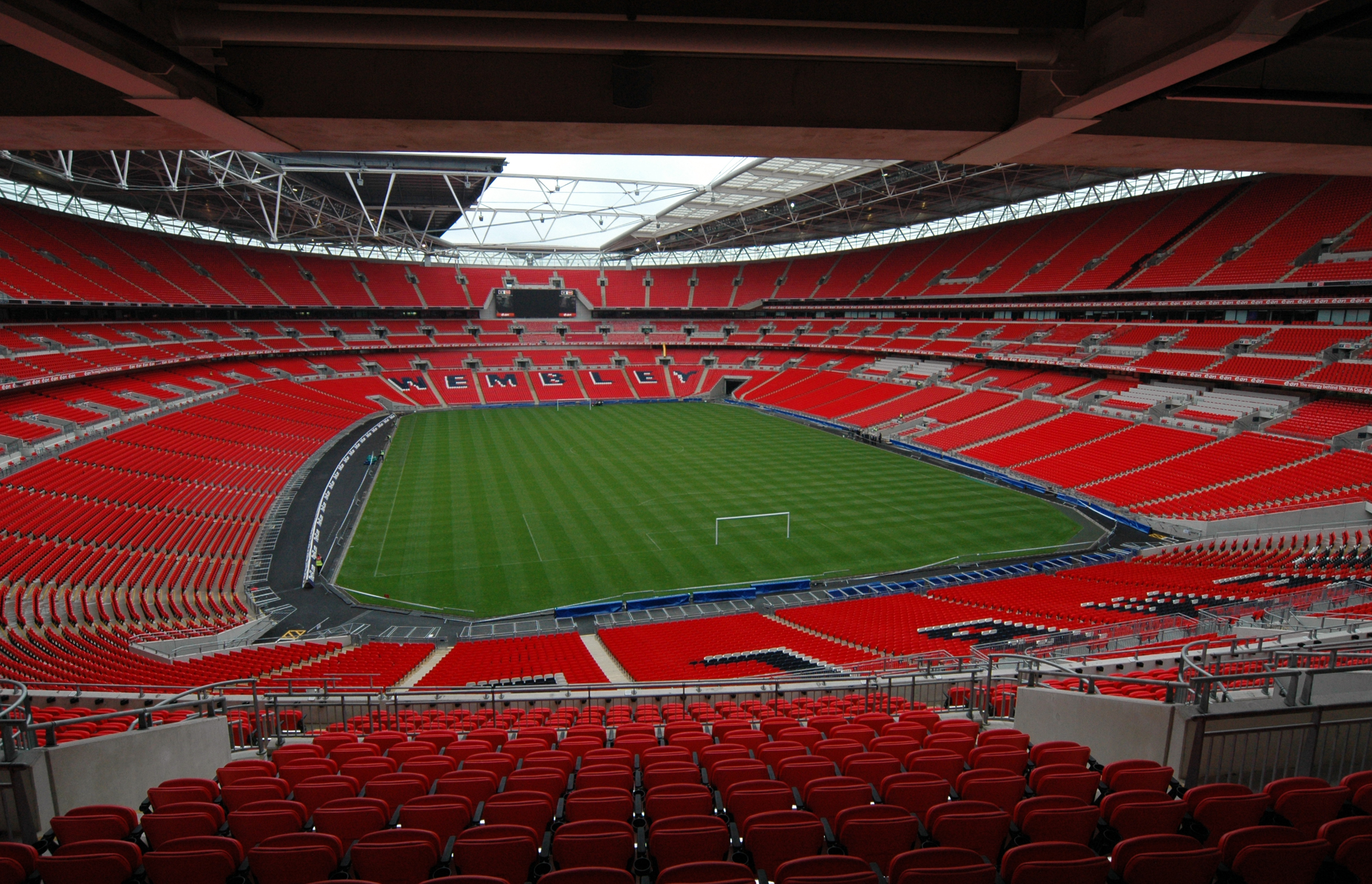
웸블리 스타디움.

스타디움(stadium)은 주로 옥외에서의 스포츠나 콘서트 등을 행하기 위한 건축물을 가리킨다. 경기장을 가리키는 경우가 많다.
경기를 행하는 필드나 스테이지와 그것을 둘러싸는 관객석으로 구성되어 있다. 관객석은 사방을 둘러싸기도 하고, 일부만을 둘러싸는 경우도 있다.
스타디움이라는 단어의 어원은 고대 그리스어 스타디온(στάδιον)이다. 원래 스타디온은 600 피트에 해당하는 길이의 단위로써, 오늘날 기준으로는 약 180 m 정도이지만, 당시엔 사람들의 발(feet) 길이에 따라 조금씩 달라질 수 있었다. 고대 로마에서는 스타디움이 125 파수스로 정의되었는데, 오늘날 기준으로는 185 m 정도의 길이이다.
영어를 포함한 서유럽 언어에서 스타디움 길이의 로마의 경기장 주위를 단층의 객석으로 둘러싼 구조물에서 유래한 것이다.

## 같이 보기
- 종합운동장
- 다목적경기장
- 아레나
- 축구 경기장